# Todos (documentário)
Todos é um filme documentário de longa-metragem brasileiro, de 2016, dirigido por Marilaine Castro da Costa e Luiz Alberto Cassol, gravado no Brasil, na Espanha e em Portugal. Menção honrosa no Festival de Cinema Itinerante da Língua Portuguesa em 2017.
O roteiro é de Marilaine Castro da Costa, direção de produção de Mônica Catalane, direção de fotografia de Lucas Tergolina, montagem de Marcio Papel e Lucas Tergolina.

## Sinopse
Um historiador viaja por várias cidades do Brasil e no exterior em busca de resposta a uma pergunta: o que é acessibilidade? Acompanhando a trajetória de Felipe, um homem que tem deficiência visual, que percorre caminhos que são acessíveis e outros com muitas barreiras. É um filme sobre pessoas e suas diferenças.

## Exibição em Festivais
| Ano  | Festivais                         | País     | Obs                                          | Ref         |
| ---- | --------------------------------- | -------- | -------------------------------------------- | ----------- |
| 2017 | 45º Festival de Cinema de Gramado | Brasil   | Mostra Gaúcha                                | [ 3 ]       |
| 2017 | FESTin                            | Portugal | Competição de documentários - Menção honrosa | [ 4 ] [ 5 ] |
| 2017 | Festival VerOuvindo               | Brasil   | Sessão de abertura                           | [ 6 ] [ 7 ] |